# Joaquín Garrigues Walker
Joaquín Garrigues Walker (Madrid, 30 de septiembre de 1933-Madrid, 28 de julio de 1980) fue un político y empresario español.

## Biografía
Miembro de una saga familiar de destacados personajes de la vida pública española como su padre Antonio Garrigues Díaz-Cañabate o su hermano Antonio, inició su historia laboral como abogado, aunque posteriormente se adentró en el mundo empresarial, siendo presidente de Liga Financiera, una empresa dedicada a la construcción de autopistas. Estudió el bachillerato en el colegio del Pilar.
En 1976, con 43 años, fundó Grupo Libra, una sociedad de estudios que se encargó de editar los Cuadernos Libra, los cuales llevaban impresos pensamientos políticos de carácter liberal. Fue presidente de la Federación de Partidos Demócratas y Liberales (FPDL), que acabaría integrándose en Unión de Centro Democrático (UCD). Joaquín Garrigues fue elegido diputado por Madrid en las elecciones del 15 de junio de 1977 y posteriormente por Murcia en las elecciones de 1979. Fue ministro de Obras Públicas y Urbanismo del segundo gobierno de Adolfo Suárez (julio de 1977-abril de 1979) y Ministro Adjunto a la Presidencia (abril de 1979-abril de 1980).
Enfermo de leucemia, falleció víctima de un paro cardíaco en la clínica de la Concepción de Madrid el 28 de julio de 1980.

## Matrimonio y descendencia
Contrajo matrimonio con María Mercedes de Areilza y Churruca, hija de José María de Areilza y Martínez de Rodas, II marqués de Santa Rosa del Río; y de María Mercedes de Churruca y Zubiría, IV condesa de Motrico. Fueron sus hijos:
1. Cristina Garrigues de Areilza, III marquesa de Garrigues.
2. Joaquín Garrigues de Areilza, II marqués de Garrigues.
3. Beatriz Garrigues de Areilza.
4. Pablo Garrigues de Areilza.
5. Mauricio Garrigues de Areilza.

## Obras
- — (1976). Qué es el liberalismo. Barcelona: La Gaya Ciencia.
- — (1978). Un año antes, un año después. Madrid: Unión Editorial.
- — (1976). Apuntes sobre el estado y la sociedad democrática. Madrid: Unión Editorial.
- — (1976). Una política para España. Madrid: Unión Editorial.

## Distinciones
- Gran Cruz de la Real y Muy Distinguida Orden de Carlos III (1980)[6]